# Michael J. Willett
Michael James Mansel Willett es un actor y cantante estadounidense nacido el 11 de septiembre de 1989 en Fresno, California. Es conocido por interpretar a Lionel en United States of Tara y a Tanner en G.B.F. e interpretó a Shane Harvey en Faking It desde 2014 hasta su cancelación en 2016.

## Primeros años
Willett creció en Fresno, California, y asistió a Clovis West High School. Desde muy joven, siempre quiso actuar, y ha declarado: "Cuando era más joven me sentía más incómodo con ese lado de mí, siendo extrovertido y hablador. Comprendí a lo largo del camino que era cómo hacer que la gente te conociera. He crecido para ser una persona más abierta."
Cuando le preguntaron acerca de interpretar a personajes homosexuales en múltiples papeles, Willett respondió: "Quiero interpretar diferentes tipos de personas, gay o heterosexual, por ejemplo, cuando vas a representar a un asesino en serie, no dudas si cumple con tus estándares físicos o morales, lo desprecias e interpretas el personaje, no lo cuestioné [aceptando el papel de G.B.F.], quiero hacer diferentes tipos de personajes y espero seguir haciéndolo."

## Carrera
Willett es también un cantante, listándose en su Twitter como cantante primero y actor segundo. Él ha indicado que después de G.B.F él quisiera comenzar a escribir su propia música. El álbum de debut de Willett se llama Diapason, que él describe como "completo, rico, melodioso del sonido. Ése es exactamente cómo describo lo que hago".

## Filmografía

### Cine
| Año  | Título | Rol    | Notas |
| ---- | ------ | ------ | ----- |
| 2013 | G.B.F. | Tanner |       |

### Televisión
| Año       | Título                | Rol                 | Notas            |
| --------- | --------------------- | ------------------- | ---------------- |
| 2004      | Joan of Arcadia       | Billy               | 1 episodio       |
| 2005      | Without a Trace       | Aaron               | 1 episodio       |
| 2010      | Cougar Town           | Glee Club Member #4 | 1 episodio       |
| 2011      | Blue Mountain State   | Joe Daniels         | 1 episodio       |
| 2010–11   | United States of Tara | Lionel Trane        | 16 episodios     |
| 2014–2016 | Faking It             | Shane Harvey        | Elenco principal |

## Discografía
| Año  | Título           | Álbum                  |
| ---- | ---------------- | ---------------------- |
| 2013 | "In Love Alone"  | Diapason (no lanzado)  |
| 2013 | "Burning Desire" | Diapason (no lanzado)  |
| 2014 | "Started Over"   | Regeneration: Phase II |